# Insalata di trippa
L'insalata di trippa è un antipasto italiano tradizionale della Toscana.

## Caratteristiche e preparazione
L'insalata di trippa è un piatto leggero e di semplice preparazione che si ottiene mettendo a bollire e tagliando a listarelle della trippa successivamente mescolata assieme a un trito di sedano, carote, cipolle, aromi o altri ingredienti a piacere. Il piatto va preparato almeno un'ora prima di essere servito affinché i sapori si amalgamino bene.

## Varianti
In Piemonte vi sono delle varianti del piatto preparate usando il salame di trippa di Moncalieri, oppure la cipolla e i fagioli.